# Martín Vassallo Argüello
Martín Vassallo Argüello (Temperley, 10 de Fevereiro de 1980) é um tenista profissional argentino, seu melhor ranking foi em abril de 2009, é um tenista especializado em piso de saibro. 